# Digordius excavatus
Digordius excavatus är en tagelmaskart som beskrevs av Kirjanova 1950. Digordius excavatus ingår i släktet Digordius och familjen Chordodidae. Inga underarter finns listade i Catalogue of Life.